# Ralf Waldmann
Pour les articles homonymes, voir Waldmann.
Ralf Waldmann, né le 14 juillet 1966 à Hagen et mort le 10 mars 2018 à Ennepetal, est un pilote de vitesse moto allemand.

## Biographie
Après des débuts en Grand Prix sur une Kawasaki en catégorie 80 cm3 lors du Grand Prix du Baden-Württemberg de 1986, Ralf Waldmann ouvre son palmarès avec une première victoire en 1991 lors du Grand Prix d'Allemagne. Il change de catégorie en 1994 pour courir en 250 cm3, catégorie dont il devient l'un des meilleurs pilotes. Il se voit toutefois opposé à Max Biaggi qui domine la catégorie durant ses années avec quatre titres consécutifs de 1994 à 1997. Waldmann termine vice-champion en 1996 et 1997, saison au cours de laquelle il remporte quatre victoires et n'est devancé par le pilote italien que de deux points. Kenny Roberts lui offre alors la possibilité de passer à la catégorie supérieure des 500 cm3 sur la Modenas. Il ne termine la saison qu'au 14e rang et retourne alors en 250 cm3.
Après une dernière victoire lors du Grand Prix de Grande-Bretagne lors de la saison 2000, il met un terme à sa carrière en 2002. En 2003, il quitte un moment sa retraite pour courir en MotoGP avec Harris WCM, mais, devant ses problèmes pour s'adapter aux quatre-cylindres, il renonce avant la fin de la saison.
Durant l'année 2005, Ralf Waldmann reprend la compétition moto en participant au championnat d'Allemagne Superbike avec l'équipe Alpha Technik Van Zon Honda. Il participe même à une épreuve du championnat du monde Superbike à Misano.
Début avril 2009, Ralf Waldmann rachète, avec Martin Wimmer, la marque de moto allemande MZ au groupe malaisien Hong Leong.
Le 23 juillet 2009, à 43 ans, Ralf Waldmann annonce son retour à la compétition dans la catégorie 250 cm3 pour remplacer le russe Vladimir Leonov qui s'est blessé à la main dans l'équipe Viessmann Kiefer Racing. Il se classe 20e sur la grille de départ mais abandonne lors de la course.

## Palmarès
- 2 places de vice-champion du monde en 1996 et en 1997 (en 250 cm3
- 3 places de 3e en championnat du monde en 1991 et en 1992 (en 125 cm3) et en 1995 (en 250 cm3).
- 169 départs.
- 20 victoires (14 en 250 cm3 / 6 en 125 cm3).
- 15 deuxièmes place.
- 15 troisièmes place.
- 10 poles (8 en 250 cm3 / 2 en 125 cm3).
- 50 podiums (35 en 250 cm3 / 15 en 125 cm3).
- 16 meilleurs tours en course.

### Victoires en 125 cm³: 6
| Année | Lieu du Grand Prix           | Circuit                     | Ville                |
| ----- | ---------------------------- | --------------------------- | -------------------- |
| 1991  | Grand Prix moto d'Allemagne  | Circuit d'Hockenheim        | Hockenheim           |
| 1991  | Grand Prix moto des Pays-Bas | TT Circuit Assen            | Assen                |
| 1992  | Grand Prix moto du Japon     | Circuit de Suzuka           | Suzuka               |
| 1992  | Grand Prix moto d'Australie  | Eastern Creek Raceway       | Sydney               |
| 1992  | Grand Prix moto d'Espagne    | Circuit permanent de Jerez  | Jerez de la Frontera |
| 1993  | Grand Prix moto de la FIM    | Circuit permanent du Jarama | Madrid               |

### Victoires en 250 cm³: 14
| Année | Lieu du Grand Prix                 | Circuit                       | Ville                |
| ----- | ---------------------------------- | ----------------------------- | -------------------- |
| 1994  | Grand Prix moto d'Italie           | Circuit du Mugello            | Florence             |
| 1995  | Grand Prix moto d'Australie        | Eastern Creek Raceway         | Sydney               |
| 1995  | Grand Prix moto du Japon           | Circuit de Suzuka             | Suzuka               |
| 1995  | Grand Prix moto de France          | Circuit Bugatti               | Le Mans              |
| 1996  | Grand Prix moto des Pays-Bas       | TT Circuit Assen              | Assen                |
| 1996  | Grand Prix moto d'Allemagne        | Nürburgring                   | Nürburg              |
| 1996  | Grand Prix moto d'Autriche         | A1-Ring                       | Zeltweg              |
| 1996  | Grand Prix moto d'Imola            | Autodromo Enzo e Dino Ferrari | Imola                |
| 1997  | Grand Prix moto d'Espagne          | Circuit permanent de Jerez    | Jerez de la Frontera |
| 1997  | Grand Prix moto de Grande-Bretagne | Donington Park                | Castle Donington     |
| 1997  | Grand Prix moto de Catalogne       | Circuit de Catalogne          | Barcelone            |
| 1997  | Grand Prix moto d'Australie        | Circuit de Phillip Island     | Phillip Island       |
| 2000  | Grand Prix moto d'Espagne          | Circuit permanent de Jerez    | Jerez de la Frontera |
| 2000  | Grand Prix moto de Grande-Bretagne | Donington Park                | Castle Donington     |

## Carrière en Grand Prix moto

### Par catégorie
| Cat.    | Année                         | 1er GP   | 1er podium | 1re victoire | Courses | Victoires | Podiums | Pole | MTC | Points | Titres |
| ------- | ----------------------------- | -------- | ---------- | ------------ | ------- | --------- | ------- | ---- | --- | ------ | ------ |
| 80 cm³  | 1986-1989                     | BWU 1986 |            |              | 12      | 0         | 0       | 0    | 0   | 24     | 0      |
| 125 cm³ | 1989-1993                     | GBR 1989 | GER 1991   | GER 1991     | 55      | 6         | 15      | 2    | 6   | 432    | 0      |
| 250 cm³ | 1994-1997;1999-2000;2002;2009 | AUS 1994 | ITA 1994   | ITA 1994     | 90      | 14        | 35      | 8    | 10  | 1166   | 0      |
| 500 cm³ | 1998                          | JAP 1998 |            |              | 12      | 0         | 0       | 0    | 0   | 46     | 0      |
| Total   | 1994-2000;2002;2009           |          |            |              | 169     | 20        | 50      | 10   | 16  | 1668   | 0      |